# Àlex Pella
Àlex Pella (Barcelona, 2 de novembre de 1972) és un navegant professional català. És el primer i únic català a guanyar una regata transoceànica en solitari: la Ruta del Rom. El 26 de gener de 2017, Àlex Pella va fer història de nou en batre, juntament amb la resta de l'equip, el rècord de velocitat absolut de volta al món a vela, conegut com a Trofeu Julio Verne, a bord del sofisticat Maxi-Trimarán IDEC Sport, circumnavegant el planeta en quaranta dies, vint-i-tres hores, trenta minuts i trenta segons.

## Biografia
Pella ve d'un entorn familiar molt vinculat al món de la nàutica d'esbarjo. És el segon de quatre germans, tots professionals de la vela esportiva. El seu germà gran, David, és un expert rigger i regatista que ha participat en diverses edicions de la Copa Amèrica, la Volvo Ocean Race i TP 52, entre d'altres. Borja, tercer en la llista, ha estat diverses vegades campió d'Espanya de navegació en solitari i participa en el circuit de vaixells clàssics a bord del vaixell familiar «Galvana». Nacho, el petit, és un reconegut constructor de vaixells i ha participat en la construcció de tot tipus d'embarcacions per a regates. Tots es van iniciar al món de la navegació a vela al costat dels seus pares a bord del «Pepus», on passaven les vacances estivals i participaven en les regates de club. Aquest entorn i aquesta educació familiar nàutica i marinera han estat fonamentals en la seva carrera esportiva.

## Trajectòria Esportiva
Pella és un gran especialista en les regates oceàniques en solitari i amb tripulació reduïda. Ha estat el primer i únic català a obtenir un podi a la Mini Transat 6.50, el 2003; a guanyar l'etapa reina la mateixa regata dos anys més tard, el 2005, sumant així un altre podi; i a aconseguir la primera victòria en una regata oceànica en solitari a la Ruta del Rom, el 2014.

## Filmografia
- 2017: Informe Robinson: La vuelta al mundo de Alex Pella
- 2014: Route du Rhum
- 2013: En Solitario[5]